# مسجد تبليسي
مسجد تبليسي ويعرف أيضاً (مسجد الجمعة)، يقع المسجد في مدينة تبليسي القديمة في جورجيا وبالقرب من نهركورا، بناه الأتراك بين عامي 1723- 1735م على أساسات مسجد قديم حسب بعض المؤرخين. وبحسب المصادر الجورجية قام الفُرس بهدم المسجد في أربعينيات القرن الثامن عشر، ثم أعيد بناء المسجد بين عامي 1846- 1851.

## البنيان

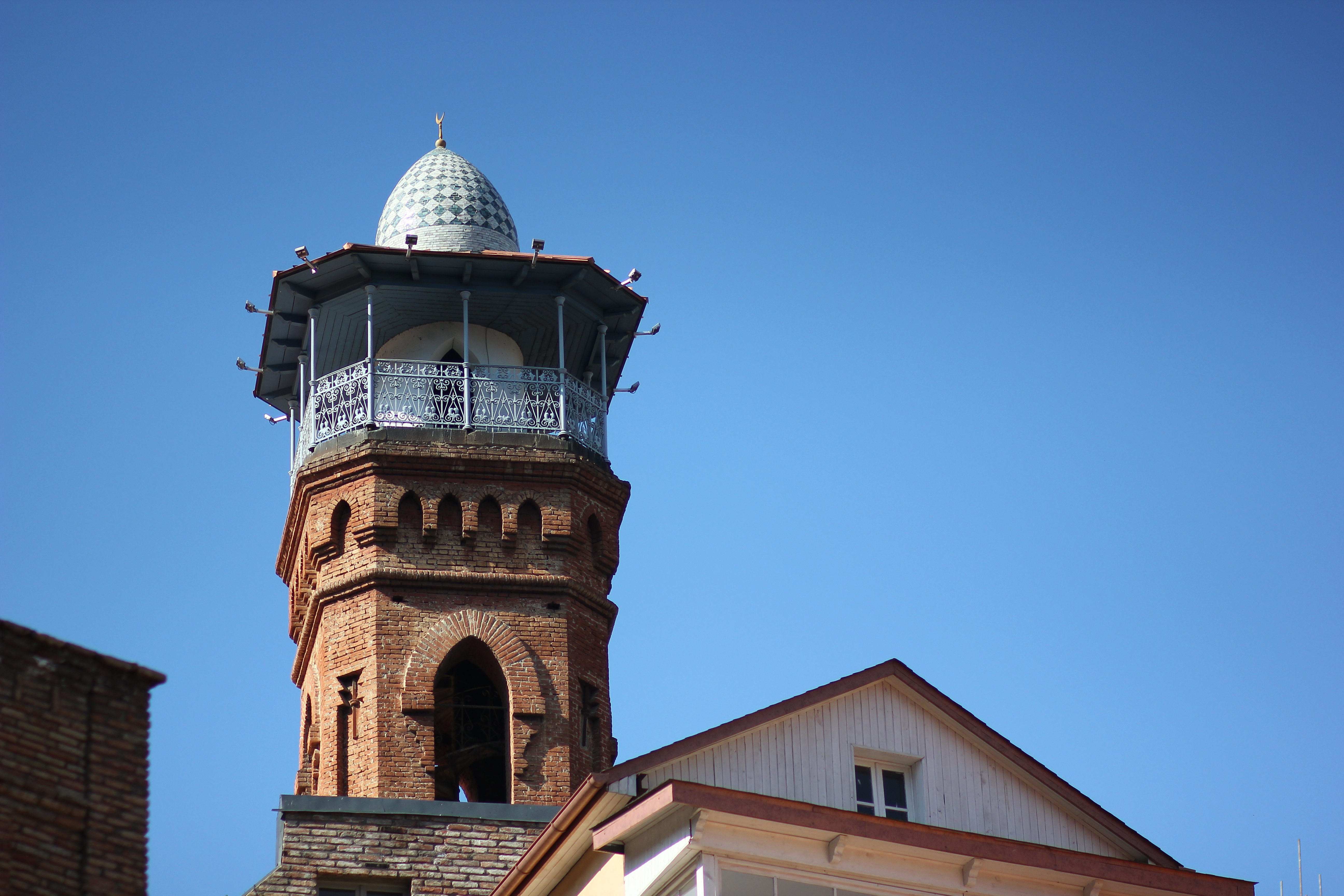
مسجد تبليسي

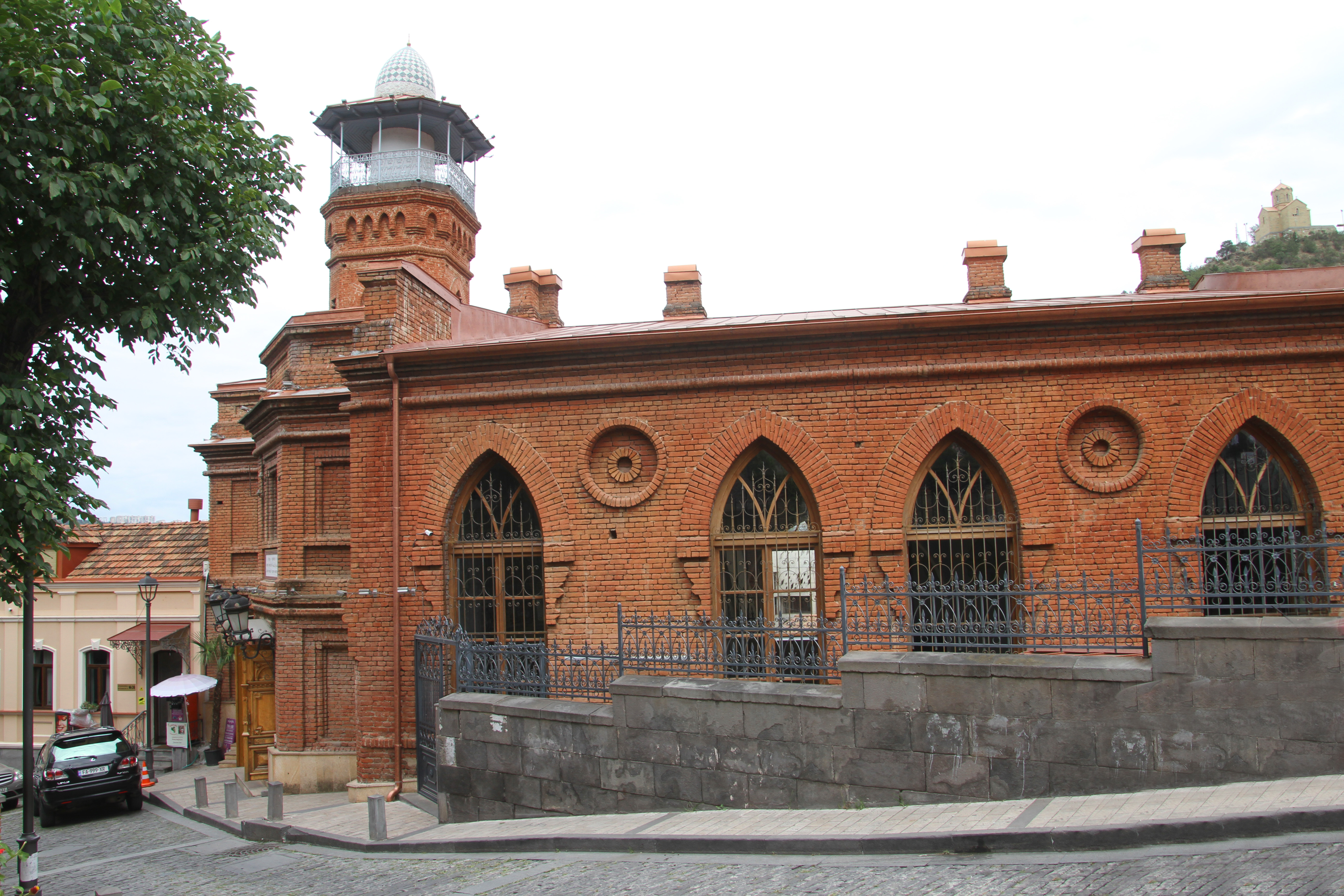
مسجد تبليسي

مزيج من العمارة الإسلامية في إيران وأذربيجان، داخل وخارج المسجد مزين ببلاطات زرقاء صغيرة مزينة بتصاميم إسلامية ومزيّنة بأسماء الله، في حين أن الأوسمة الموجودة داخلها تشبه المساجد في تركيا.